# José-Maria Fernández
José-Maria Fernández Souza-Faro (* 18. September 1945 in Sabadell) ist ein ehemaliger spanischer Autorennfahrer und der jüngere Bruder von Juan Fernández. 

## Karriere als Rennfahrer
José-Maria Fernández kam 15 Jahre nach seinem Bruder zur Welt und war in den 1960er-Jahren vor allem im spanischen Sportwagensport aktiv. Seine beste Platzierung war der fünfte Rang beim 1000-km-Rennen von Barcelona 1971, den er gemeinsam mit seinem Bruder auf einem Porsche 908/03 einfuhr. 1974 war er Teampartner von Claude Haldi und Jean-Marc Seguin beim 24-Stunden-Rennen von Le Mans. Der von ihnen gefahrene Porsche 911 Carrera RSR fiel nach einem Ventilschaden aus.

## Statistik

### Le-Mans-Ergebnisse
| Jahr | Team                | Fahrzeug                | Teamkollege  | Teamkollege      | Platzierung | Ausfallgrund  |
| ---- | ------------------- | ----------------------- | ------------ | ---------------- | ----------- | ------------- |
| 1974 | Escuderia Montjuich | Porsche 911 Carrera RSR | Claude Haldi | Jean-Marc Seguin | Ausfall     | Ventilschaden |

### Einzelergebnisse in der Sportwagen-Weltmeisterschaft
| Saison | Team                | Rennwagen               | 1   | 2   | 3   | 4   | 5   | 6   | 7   | 8   | 9   | 10  |
| ------ | ------------------- | ----------------------- | --- | --- | --- | --- | --- | --- | --- | --- | --- | --- |
| 1974   | Escuderia Montjuich | Porsche 911 Carrera RSR | MON | SPA | NÜR | IMO | LEM | ZEL | WAT | LEC | BRH | KYA |
| 1974   | Escuderia Montjuich | Porsche 911 Carrera RSR |     | DNF |     |     |     |     |     |     |     |     |